# Hermann Wattenberg

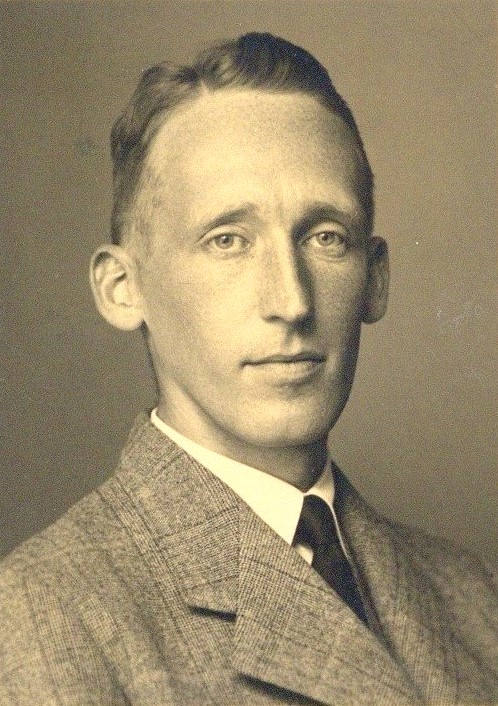
Hermann Wattenberg

Ostsee-Gliederungskarte von Wattenberg (veröffentlicht 1949)

Karl Friedrich Hermann Wattenberg (* 16. April 1901 in Berlin; † 24. Juli 1944 in Kitzeberg bei Kiel) war ein deutscher Chemiker und Meereskundler.

## Leben
Nach dem Abitur 1919 am Kaiser-Wilhelm-Gymnasium Hannover studierte Wattenberg an der Universität München Chemie und schloss das Studium 1923 mit einer Promotion bei Otto Hönigschmid magna cum laude ab. Nach kurzer Tätigkeit in der Industrie bei Riedel-de Haën wurde er 1924 Assistent an der Technischen Hochschule Danzig bei von Wartenberg, bei dem er sich habilitierte. Im Herbst des Jahres folgte er einem Angebot von Alfred Merz und nahm als Chemiker an der Deutschen Atlantischen Expedition mit der Meteor (1925–1927) teil. Als Mitglied der Deutschen Wissenschaftlichen Kommission für Meeresforschung war er längere Zeit in Helsinki tätig, wo er gemeinsam mit Kurt Buch (1881–1967) grundlegende Untersuchungen über die Kohlensäure im Meer durchführte. Nach der Expedition war er bis April 1934 als Stipendiat der Deutschen Forschungsgemeinschaft an den Universitäten München und Berlin tätig. Ab 1934 erhielt er einen Lehrauftrag an der Universität Kiel für Physik und Chemie des Meeres. Er nahm weiterhin als Chemiker an Forschungsfahrten der Meteor 1929, 1933 und 1935 in den isländisch-grönländischen Gewässern teil. 1938 erfolgte die Ernennung zum außerordentlichen Professor und zum Abteilungsleiter am 1937 gegründeten, am Ostufer der Kieler Förde gelegenen Instituts für Meereskunde (IfM). Während des Krieges war er zugleich an den Marineobservatorien Wilhelmshaven und Greifswald tätig. Am 1. Mai 1944 wurde Wattenberg zum ordentlichen Professor und Direktor des Institutes ernannt. Am 24. Juli 1944 kam er bei einem Bombenangriff zusammen mit acht Mitarbeitern im Institut ums Leben.
1958 wurde der Forschungskutter des Instituts für Meereskunde Südfall auf den Namen Hermann Wattenberg getauft.